# Orestes (poble)
Orestes (en llatí orestae, en grec antic Ὀρέσται "orestai") van ser un poble probablement epirota que menciona Tucídides. Esteve de Bizanci diu que eren molossos. Feien frontera amb la tribu macedònica dels paraveis (paravaei).
Es creu que es van unir a altres epirotes sota el seu príncep Antíoc per donar suport a l'expedició de Cnemos i els ambraciotes contra Acarnània. Després es van incorporar al regne de Macedònia.
En la guerra entre Roma i Macedònia, els orestes van ser els primers a revoltar-se contra el rei de Macedònia i al final de la guerra el 196 aC, un cop vençut Filip V de Macedònia, els romans els van reconèixer com a poble lliure i amic de Roma. L'any 168 aC es van incorporar al territori romà.